# Padyszach
Padyszach (pers. پادشاه, pâd(e)šâh; tur. پادشاه, padişah) – tytuł władcy odpowiadający tytułowi króla lub cesarza, którego nazwa pochodzi od perskiego słowa pâd(e)šâh (dosł. „opiekun-król”), opartego na tytule szach (czyli król). Był on używany przez kilku monarchów państw islamskich, m.in.:
- Persji – szachinszach Iranu[2];
- Turcji – sułtani Imperium Osmańskiego[2];
- Afganistanu – królowie Afganistanu[2];
- Indii – władcy Imperium Wielkich Mogołów.